# سیارک ۶۹۸۱
سیارک ۶۹۸۱ (به انگلیسی: 6981 Chirman، نامگذاری:1993TK2) شش هزار و نهصد و هشتاد و یکمین سیارک کشف شده‌است که در ۱۵ اکتبر ۱۹۹۳ کشف شد.
قدر مطلق سیارک برابر ۱۳٫۲۰ است.